# اندیس چاه چهار نفوی
چاه چهار نفوی یک اندیس فلزی است که در حوالی شهر چهار فرسخ استان خراسان قرار دارد و مادهٔ معدنی موجود در آن، طلا است.  